# Aleksander Kiełczewski
Aleksander Kiełczewski herbu Abdank (zm. w 1771 roku) – podczaszy urzędowski w latach 1766–1771, podstoli urzędowski w latach 1729–1766.
Był elektorem Stanisława Leszczyńskiego w 1733 roku.